# Entosthodon lindigii
Entosthodon lindigii är en bladmossart som beskrevs av Mitten 1869. Entosthodon lindigii ingår i släktet koppmossor, och familjen Funariaceae. Inga underarter finns listade i Catalogue of Life.